# Jaylin Lindsey
Jaylin Lindsey (* 27. März 2000 in Charlotte, North Carolina) ist ein US-amerikanischer Fußballspieler auf der Position eines Abwehrspielers.
2016 spielt er für die Swope Park Rangers, das Farmteam der Major-League-Soccer-Franchises Sporting Kansas City, mit Spielbetrieb in der zweitklassigen nordamerikanischen United Soccer League. Seit 2018 spielt er für Sporting Kansas City in der MLS. Allerdings darf er parallel auch weiterhin für die Swope Park Rangers spielen.

## Karriere
Jaylin Lindsey wurde am 27. März 2000 als Sohn einer weißen Mutter und eines afroamerikanischen Vaters in der Großstadt Charlotte im US-Bundesstaat North Carolina geboren, wuchs hier auch auf und begann noch früh seine Laufbahn als Fußballspieler. Hier besuchte er vor allem die Charlotte Soccer Academy, bzw. kurz Charlotte SA, ehe er im Januar 2015 den Sprung in die Akademie von Sporting Kansas City schaffte. Seine eigentliche Karriere begann er auf Hobbybasis als 5-Jähriger und kam erst im Alter von zehn Jahren zu seinem ersten Jugendausbildungsklub, bei dem er jedoch anfangs als Stürmer ausgebildet wurde, ehe er als 13-Jähriger in die Abwehrreihe wechselte. Zu Beginn in Kansas City noch ausschließlich in den diversen Akademiemannschaften aktiv, schaffte er ab dem Jahr 2016 den Aufstieg zu den beiden Profiteams und trainierte bereits des Öfteren mit dem Major-League-Soccer-Franchise Sporting Kansas City und deren zweiten Profiteam Swope Park Rangers aus der drittklassigen nordamerikanischen United Soccer League mit.
Anfang Mai 2016 wurde dem mittlerweile 16-jährigen Verteidiger von den Swope Park Rangers ein sogenannter academy contract angeboten, der es ihm erlaubte auf professioneller Ebene Fußball zu spielen, jedoch auch noch am Spielbetrieb der Akademie teilzunehmen, womit auch seine eventuelle Teilnahmeberechtigung an der National Collegiate Athletic Association (NCAA) nicht gefährdet ist. Als Spieler mit einem solchen Vertrag waren bei den Rangers zu diesem Zeitpunkt bereits Ezra Armstrong, Will Little und Steven Tekesky im Einsatz. Im Laufe der Zeit wurde er des Öfteren mit seinem Landsmann Erik Palmer-Brown, der seit Februar 2016 auf Leihbasis beim FC Porto unter Vertrag steht, verglichen und ihm ebenfalls ein mögliches baldiges Engagement im Ausland attestiert. Bis zur Unterzeichnung seines Vertrags hatte er es auf 24 Akademieeinsätze, davon 15 allen in der Spielzeit 2015/16, gebracht und war bereits für die U-14-, U-15- und U-17-Nationalauswahlen seines Heimatlandes eingesetzt worden. Vor allem in der letztgenannten U-17-Nationalmannschaft kam er regelmäßig zu seinen Länderspieleinsätzen, so unter anderem Anfang 2016 beim Mercedes-Benz Aegean Cup in der Türkei oder beim AIFF Youth Cup im Mai 2016 in Goa, Indien.
Nachdem er bereits im April 2016 zu seinem ersten inoffiziellen Einsatz für die Swope Park Rangers in einem Testspiel gegen die Herrenfußballmannschaft von der University of Tulsa gekommen war, gab Lindsey 8. Mai 2016 seine Profidebüt, als er bei der 0:3-Auswärtsniederlage gegen den Saint Louis FC in der 85. Spielminute für den Brasilianer Ualefi auf den Rasen kam. Damit war der vorwiegend als Innenverteidiger eingesetzte Abwehrspieler der erste in den 2000ern geborene US-amerikanische Spieler, der zu seinem Profidebüt als Fußballspieler kam. Danach dauerte es über drei Monate, ehe Lindsey erneut in einem Drittligaspiel eingesetzt wurde; bei der 0:1-Auswärtsniederlage gegen die Real Monarchs stand er von Beginn an im von Marc Dos Santos trainierten Team und wurde ab Minute 67 durch Nansel Selbol ersetzt. Davor wurde er bereits im Juli 2016 ins USSDA Team of the Year gewählt, nachdem er in der Saison 2015/16 zu 13 Meisterschaftsspielen für die U-16-Akademiemannschaft und zu fünf Einsätzen für das U-18-Team der Akademie gekommen war. Mitte Oktober 2016 wurde er vom U.S. Under-17 Residency Program an der IMG Academy in Bradenton, Florida, aufgenommen.
Am 15. September 2017 unterzeichnete er einen Homegrown Player-Vertrag mit Sporting Kansas City.

## Privates
Bereits seine Mutter Jonelle Stitt, eine heutige Kindergärtnerin, spielte während ihrer Collegezeit Fußball in der NCAA Division I, der höchsten als Collegespieler erreichbaren Ebene.